# Microlicia hirticalyx
Microlicia hirticalyx är en tvåhjärtbladig växtart som beskrevs av R. Romero och Woodgyer. Microlicia hirticalyx ingår i släktet Microlicia och familjen Melastomataceae. Inga underarter finns listade i Catalogue of Life.